# Grand Fleet
Grand Fleet – główny związek operacyjny Royal Navy czasu I wojny światowej. Powstała z przekształcenia Home Fleet i Floty Atlantyckiej przed rozpoczęciem działań wojennych w 1914 roku jako flota liniowa, mająca stanowić przeciwwagę dla niemieckiej Hochseeflotte. Główną bazą Grand Fleet była Scapa Flow na Orkadach. Podczas wojny, poza starciami angażującymi mniejsze zespoły okrętów, jako całość uczestniczyła w bitwie jutlandzkiej 31 maja i 1 czerwca 1916 roku. Po zakończeniu działań wojennych została rozformowana i przekształcona ponownie we Flotę Atlantycką.

## Powstanie Grand Fleet
W 1914 roku, wobec narastającego zagrożenia wybuchem wojny, brytyjska Admiralicja zdecydowała się zmienić dotychczasową strukturę organizacyjną Royal Navy, aby lepiej przygotować flotę do prawdopodobnego starcia z silnym przeciwnikiem, jakim była Kaiserliche Marine. W czasie pokoju podstawowym związkiem operacyjnym brytyjskiej marynarki wojennej, stacjonującym na wodach macierzystych, była Home Fleet. Jej największą siłą była z kolei 1. Flota (ang.: First Fleet) dowodzona przez admirała George'a Callaghana, w składzie trzech eskadr nowoczesnych drednotów.
W lipcu 1914 roku, za zgodą Parlamentu, przeprowadzono próbną mobilizację Home Fleet, po której odbyła ona ćwiczenia bojowe na kanale La Manche. Mającą nastąpić później demobilizację powstrzymał rozkaz ówczesnego Pierwszego Lorda Morskiego Admiralicji, księcia Ludwika Battenberga, nakazujący flocie pozostać w pogotowiu bojowym. 29 lipca 1. Flota opuściła dotychczasowe kotwicowisko w zatoce wyspy Portland w hrabstwie Devon, by udać się do przewidzianej na bazę czasu wojny Scapa Flow. Od 4 sierpnia dowództwo floty objął admirał John Jellicoe, zaś w kilka dni później otrzymała ona oficjalną nazwę Grand Fleet. Poza jednostkami 1. Floty w jej skład weszły krążowniki liniowe 1. Eskadry, dowodzonej przez kontradmirała (od 1915 roku wiceadmirała) Davida Beatty'ego i stacjonującej w Cromarty w Szkocji oraz część okrętów Floty Atlantyckiej z Gibraltaru.
W chwili powołania Grand Fleet dysponowała 20 drednotami, czterema krążownikami liniowymi, 13 przeddrednotami, ośmioma krążownikami pancernymi, sześcioma krążownikami lekkimi i 41 niszczycielami.

## Działania wojenne
4 sierpnia 1914 roku Wielka Brytania przystąpiła do działań wojennych przeciwko Niemcom. W planach brytyjskich silna flota liniowa stacjonująca w Scapa Flow miała zapewnić Royal Navy panowanie na obszarze Morza Północnego i bezpieczną komunikację z portami kontynentu. Zmiany, jakie zaszły w technice wojennomorskiej w latach poprzedzających I wojnę światową, przede wszystkim rozwój broni torpedowej i minowej, spowodowały rewizję taktyki przyszłych działań przez Admiralicję. W miejsce koncepcji bliskiej blokady portów przeciwnika i dążenia do walnej, rozstrzygającej bitwy morskiej na podobieństwo Trafalgaru, zdecydowano się na utrzymywanie własnej floty w większej odległości od baz niemieckich i bezpośrednie działania mniejszymi zespołami lekkich okrętów. Grand Fleet miała blokować wyjście na północny Atlantyk i być w pogotowiu na wypadek ofensywnej akcji głównych sił Hochseeflotte.
W pierwszych tygodniach wojny Grand Fleet doświadczyła zagrożenia ze strony U-Bootów, działających na Morzu Północnym: jeden z nich zaatakował odbywający ćwiczenia artyleryjskie pancernik „Monarch”, inny został staranowany i zatopiony przez lekki krążownik „Birmingham”, płynący w awangardzie floty. Skłoniło to admirała Jellicoe do przebazowania swych okrętów na pozostające poza zasięgiem niemieckich okrętów podwodnych kotwicowisko w Lough Swilly w Irlandii. Na teoretycznie bezpieczniejszych wodach Grand Fleet poniosła pierwszą dużą stratę w czasie wojny: 27 października 1914 roku jeden z najnowszych brytyjskich pancerników, „Audacious” wszedł na minę postawioną przez niemiecki stawiacz min „Berlin” (przebudowany liniowiec pasażerski) i zatonął, szczęśliwie bez ofiar wśród załogi.
W pierwszej większej bitwie morskiej I wojny światowej: koło Helgolandu 28 sierpnia 1914 roku z większych jednostek Grand Fleet wzięły udział wyłącznie krążowniki liniowe admirała Beatty'ego. Sztab Admiralicji, odpowiedzialny za planowanie operacji floty, obawiał się ryzyka, jakie mogły przynieść działania w pobliżu wybrzeży Niemiec. W listopadzie i grudniu 1914 roku okręty niemieckie przeprowadziły dwa bombardowania brytyjskich miast nadbrzeżnych: Yarmouth oraz Scarborough, Hartlepool i Whitby. Wkrótce też 1. Eskadra Krążowników Liniowych i część sił lekkich Grand Fleet zostały przesunięte do Rosyth, aby zabezpieczyć wschodnie wybrzeże Anglii przed spodziewanymi dalszymi atakami. Przyniosło to efekt w postaci zwycięskiej dla Brytyjczyków bitwy na Dogger Bank 24 stycznia 1915 roku, gdzie krążowniki liniowe Royal Navy starły się ze swymi odpowiednikami w Hochseeflotte. Po swym zwycięstwie wiceadmirał David Beatty stał się najpopularniejszym oficerem marynarki w Wielkiej Brytanii, porównywanym z samym Horatio Nelsonem i został mianowany dowódcą Floty Krążowników Liniowych (ang.: Battle Cruiser Fleet) Grand Fleet, mając pod komendą trzy eskadry.
Jedyną wielką bitwą morską, w której uczestniczyła Grand Fleet jako całość, była bitwa jutlandzka w dniach 31 maja i 1 czerwca 1916 roku. Starcie dwóch flot liniowych, mające być rozstrzygającym, na skutek ostrożnej taktyki obydwu stron zakończyło się odwrotem Hochseeflotte i niewielkimi stratami zaangażowanych zespołów. Taktyczne zwycięstwo ogłosili Niemcy, którzy zatopili trzy brytyjskie krążowniki liniowe i 11 mniejszych okrętów za cenę straty jednego krążownika liniowego, jednego przeddrednota i dziewięciu lekkich jednostek oraz ponad dwukrotnie mniejszych strat osobowych. Jednak po tej bitwie Niemcy zrezygnowali z aktywnego użycia Hochseeflotte jako całości, preferując działania okrętów podwodnych a ciężkie okręty traktując jako „flotę w pogotowiu”, mającą ciągle angażować duże siły Royal Navy. Do zakończenia wojny Brytyjczycy podejmowali jeszcze kilkakrotnie akcje swych ciężkich okrętów przeciwko siłom niemieckim na Morzu Północnym i u wybrzeży Norwegii, ale nie dochodziło podczas nich do bezpośredniego kontaktu z przeciwnikiem.
W listopadzie 1916 roku nastąpiła zmiana na stanowisku dowódcy Grand Fleet. Admirał Jellicoe został Pierwszym Lordem Morskim Admiralicji, zaś jego miejsce zajął wiceadmirał Beatty. Pod koniec 1917 roku, po przystąpieniu Stanów Zjednoczonych do wojny po stronie ententy, do Grand Fleet dołączył 9. Dywizjon Pancerników US Navy, w składzie najpierw czterech a następnie pięciu drednotów.

## Zakończenie wojny
Po podpisaniu rozejmu w Compiègne (1918), który wszedł w życie 11 listopada 1918 roku, kończąc działania wojenne, okręty Kaiserliche Marine miały zostać rozbrojone i poddane kontroli sprzymierzonych. Na miejsce internowania wybrano Scapa Flow. 21 listopada 1918 roku Grand Fleet pod dowództwem admirała Beatty'ego, przyjęła w morzu rozbrojone okręty niemieckie i eskortowała je najpierw do Firth of Forth, gdzie poddano je kontroli, a następnie na Orkady, gdzie zakotwiczyły pod kontrolą 1. Eskadry Okrętów Liniowych. 21 czerwca 1919 roku na rozkaz swego dowódcy, admirała Ludwiga von Reutera, niemieckie okręty zostały zatopione przez własne załogi.
Grand Fleet została rozwiązana nieco wcześniej, w kwietniu 1919 roku. Ponieważ na stopie pokojowej nie było potrzeby utrzymywania tak dużego związku operacyjnego, jej miejsce zajęła odtworzona Flota Atlantycka, zaś część okrętów została wycofana ze służby bądź odstawiona do rezerwy.